# 陳小娟
陳小娟（英語：Oliver Chan Siu Kuen，1987年11月11日—），香港電影導演及編劇。入行前為香港銀行的行政管理培訓生。因喜歡追求電影夢而於2012年起修讀有關電影課程，並於2019年憑電影《淪落人》得到第38屆香港電影金像獎「新晉導演」、第25屆香港電影評論學會大獎「最佳編劇」以及第13屆亞洲電影大獎「最佳新導演」的獎項。

## 背景

### 早年生活
陳小娟有一名胞姊，一家早年於九龍愛民邨、土瓜灣與另一個公共屋邨生活，自小立志當導演。她的父親不喜歡第二名孩子是一個女兒（陳小娟）而拋妻棄女。陳小娟於是跟隨母親與胞姊生活。她在1998年畢業於東華三院關啟明小學。在校期間曾參與拍攝教育電視。及後入讀迦密中學（中一至中七）。分別在2003年及2005年香港中學會考和香港高級程度會考中考獲 4A4B 以及 2A3B 的優異成績，並入讀香港中文大學工商管理學院，修讀環球商業學，於哥本哈根商學院（2007年）以及北卡羅萊納大學教堂山分校（2008年至2009年）作交流生。2009年大學畢業後，她於2010年至2011年在香港恒生銀行當行政管理培訓生/見習經理。為了減少家庭的經濟負擔，她曾為他人補習賺取外快；又會自製首飾，放到互聯網售賣。而在大學畢業前，陳小娟已具有編導的經驗。其於2008年為參加香港中文大學劇社比賽而導演和編劇的舞台劇《白蘭與笛芙》獲得中文大學四院劇賽最佳編劇和最佳女主角獎。

### 投身電影界
陳小娟在2012年辭去金融界的工作。同年先報讀了一個香港電影編劇家協會編劇班課程，再於香港浸會大學攻讀電影電視與數碼媒體藝術（製作）碩士至2015年畢業。就讀期間，曾創作多套獨立短片；其中作品《三個金幣》奪得2013年由廉政公署舉辦的「青少年誠信微電影節」卓越大獎及特別嘉許獎。而另外一部作品《啊囉哈！》則在2015年獲頒第二屆微電影「創+作」支 援計劃 (音樂篇) 最佳製作金獎、最佳編劇及金花獎國際電影節2016最佳電影兼最佳編劇。此外，陳小娟的作品《兒女》入圍鮮浪潮國際短片節2015、女影香港、意大利 Salento International Film Festival、臺灣國際女性影展2016、瑞士 Shnit International Film Festival等作品展，且於英國 Portsmouth International Film Festival 獲最佳非英語短片獎。陳小娟完成碩士課程後成立製作公司 No Ceiling Film Production Limited，為電影及電視編寫劇本。與此同時執導商業廣告短片。
她正式投身電影業之前，曾在2012年至2013年任職香港青年協會發展主任。其後在2017年，她於第三屆「首部劇情電影計劃」（大專組）中獲勝，並獲得資金開拍其首部自編自導長片作品《淪落人》。憑藉《淪落人》一電影，陳小娟獲提名第13屆亞洲電影大獎「最佳新導演」及第38屆香港電影金像獎最佳電影、最佳新導演等共8項提名。她於2019年獲得香港電影評論學會大獎「最佳編劇」和第13屆亞洲電影大獎「最佳新導演」，後來獲得第38屆香港電影金像獎「新晉導演」。以其懷孕及育兒經歷為靈感創作出電影<<虎毒不>>，並於2025年4月公映。

## 個人生活
陳已婚，育有一子。

## 作品

### 電視劇
- 2016年：《三一如三》編審（ViuTV）
- 2017年：《瑪嘉烈與大衛系列 前度》編劇（ViuTV）

### 電影
| 年份 | 名稱   | 職務 | 職務 | 職務 | 備註 |
| 年份 | 名稱   | 導演 | 編劇 | 監製 | 備註 |
| ---- | ------ | ---- | ---- | ---- | ---- |
| 2019 | 淪落人 | 是   | 是   | 否   |      |
| 2024 | 虎毒不 | 是   | 是   | 是   |      |

## 參與節目
- 2019年：《初嚟報「導」》（now寬頻電視）[33]
- 2019年：《晚吹－Close噏》（香港電視娛樂）[34]
- 2019年：《今日VIP》（無綫電視、第397集）[35]

## 獎項與提名
- 2019年：第13屆亞洲電影大獎 最佳新導演：《淪落人》（獲獎）
- 2019年：第25屆香港電影評論學會大獎 最佳導演：《淪落人》（提名）
- 2019年：第25屆香港電影評論學會大獎 最佳編劇：《淪落人》（獲獎）
- 2019年：第12屆香港電影導演會年度大獎 新晉導演獎：《淪落人》（獲獎）
- 2019年：第2屆最港電影大獎 最港導演：《淪落人》（提名）
- 2019年：第2屆MOVIE6全民票選電影大獎 新晉導演：《淪落人》（提名）
- 2019年：第2屆MOVIE6全民票選電影大獎 最佳導演：《淪落人》（提名）
- 2019年：香港電影編劇家協會大奬2019 推薦劇本獎：《淪落人》（獲獎）
- 2019年：香港電影我撐場民選大獎2019 我最撐導演：《淪落人》（提名）
- 2019年：第38屆香港電影金像獎 最佳導演：《淪落人》（提名）
- 2019年：第38屆香港電影金像獎 最佳編劇：《淪落人》（提名）
- 2019年：第38屆香港電影金像獎 新晉導演：《淪落人》（獲獎）

## 外部連結
- 陳小娟的Facebook專頁
- 陳小娟的Instagram帳戶
- 陳小娟在香港影庫上的簡介
- 陳小娟在豆瓣上的资料（简体中文）
- 《淪落人》記者招待會 加拿大中文電台直擊報導，加拿大中文電台，2019年4月12日 （页面存档备份，存于）
- 廉政公署 青少年誠信微電影節（2013年） （页面存档备份，存于）
- 香港電影評論學會大獎25周年：「女導開麥拉」座談會（節錄），2019年3月 （页面存档备份，存于）